# Frontera entre Costa de Marfil y Malí
La frontera entre Costa de Marfil y Malí es la límite internacional de trazado este-oeste que separa a Costa de Marfil de Malí. Esta frontera está ubicada al noroeste de Costa de Marfil y al suroeste de Malí y tiene 532 km de longitud.
Ambos países fueron colonias francesas integradas 1895 en la federación del África Occidental Francesa. En 1946 Costa de Marfil recibió el estatus de territorio de ultramar y 1958 de territorio autónomo. Se independizó en 1960. Malí, en cambio, formó parte junto con Senegal del Sudán Francés desde 1920 hasta la independencia en 1960.